# ويلهلم بيرنس
ويلهلم بيرنس (بالألمانية: Wilhelm Behrens)‏ هو عسكري ألماني، ولد في 23 أغسطس 1888 في برلين في ألمانيا، وتوفي في 15 أغسطس 1968 في Lotte, Germany ‏ في ألمانيا.